# Usines de La Renaissance
Les Usines de La Renaissance sont des usines de fabrication pour l'agglomération de fines de houille pour les besoins du chemin de fer et la marine à vapeur situées aux limites de Abscon, Aniche et Somain. Créées en 1839 autour de trois nouvelles fosses, puis de logements, l'ensemble crée le hameau de La Renaissance.
Au XXe siècle les usines sont déconstruites pour laisser place à la Zone d'Activité de La Renaissance et au XXIe siècle au projet Cœur d'Europe.

## Implantation géographique
En France ; dans le Nord; aux limites de Abscon; Aniche et Somain La renaissance est au centre d'un triangle formé par les autoroutes A1 de Paris à Bruxelles: A2 de Combles à Mons et A26 de Calais à Troyes.
La Renaissance  est aussi le point de jonction du Hainaut et de l'Ostrevent, elle également aux frontières de la Compagnie des mines d'Aniche et de la Compagnie des mines d'Anzin mais aussi de la Communauté de communes Cœur d'Ostrevent et de la Communauté d'agglomération de la Porte du Hainaut.

## Origine du Hameau

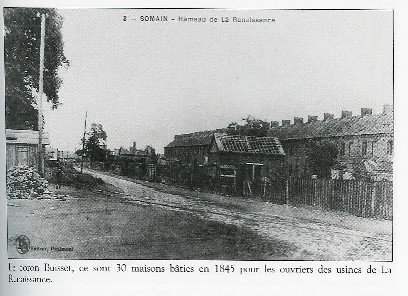
Hameau de la renaissance

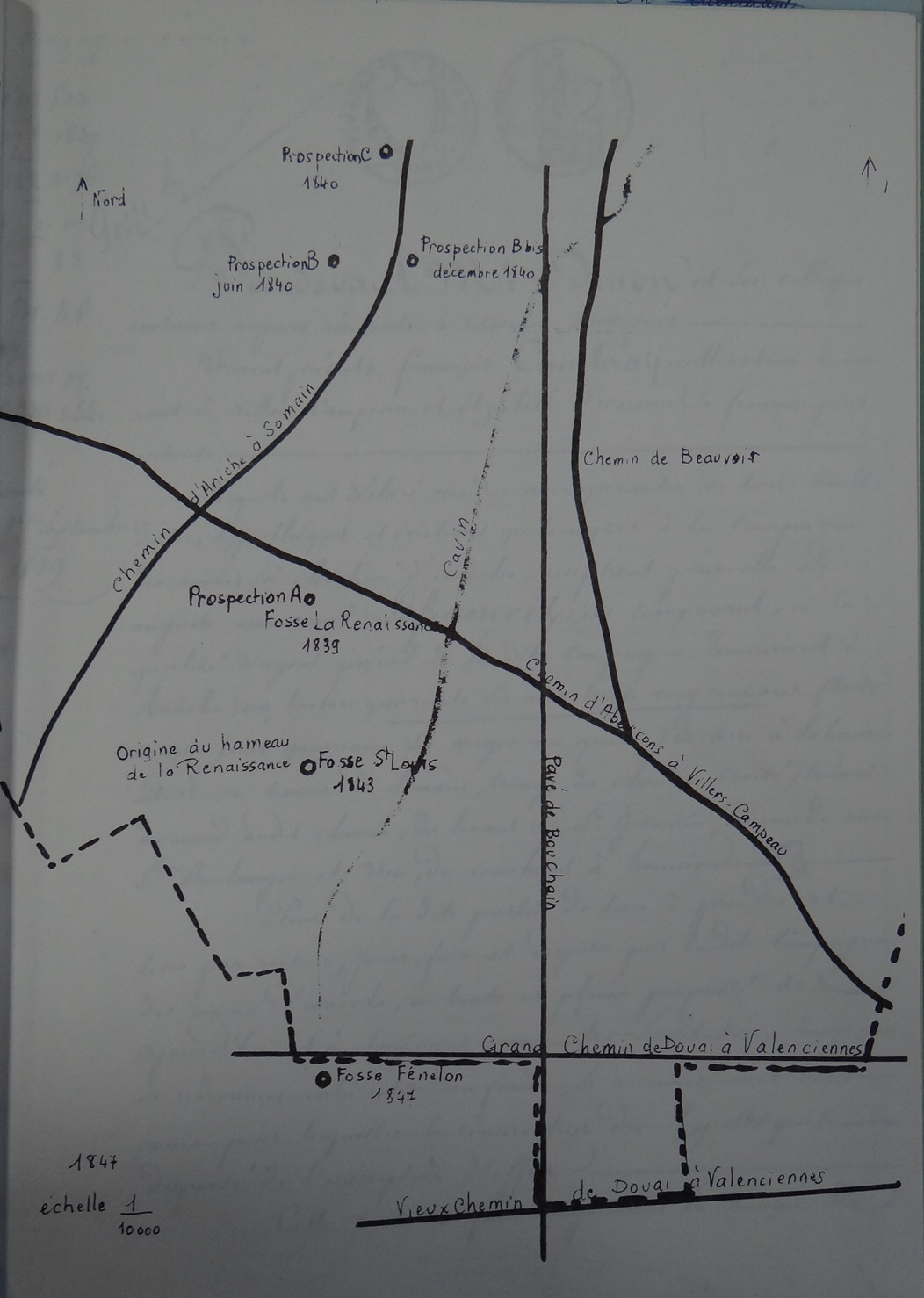
Somain - Hameau de la renaissance - plan de zone en 1847

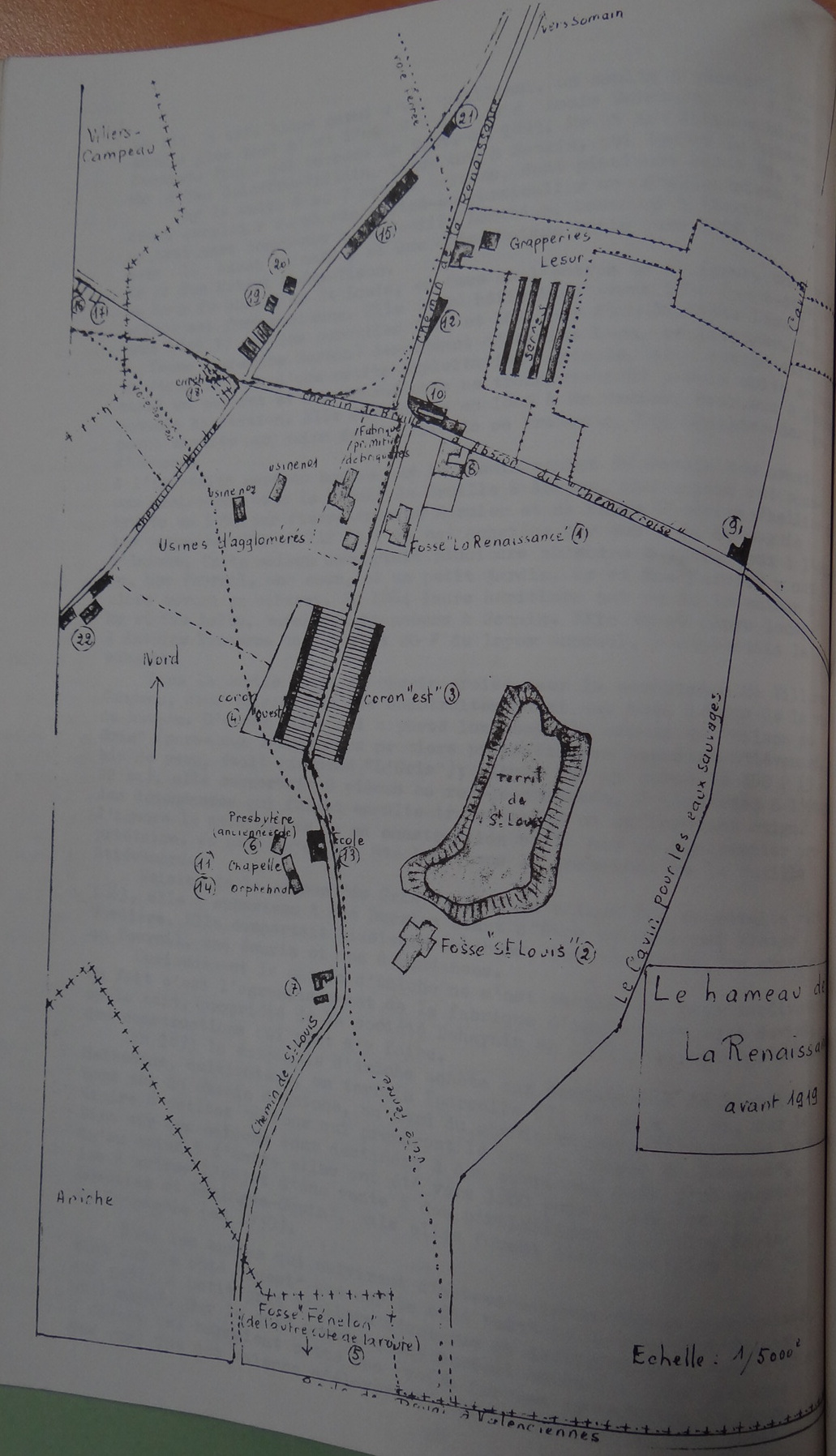
Somain - Hameau de la renaissance - plan de zone en 1919

La fosse La Renaissance est commencée en septembre 1839, et extrait à partir de 1841. Un premier coron de 12 maisons est construit en 1843.
Très rapidement, la Compagnie des mines d'Aniche ouvre deux autres fosses plus au sud, d'abord la Saint-Louis qui ouvre en 1845 avec 30 logements construits. Deux religieuses arrivent en 1847 Sœur Vincent (Marie Laharrague) et sœur Marthe (Lehégue) de la compagnie des filles de Saint-Vincent de Paul. Elles prennent possession d'une maison et crée un oratoire à l'étage et au rez-de-chaussée une école avec une classe de primaire et une classe d'asile (maternelle). Leur véritable vocation étant la visite aux pauvres; le soin aux malades et blessés. Puis pour  la  Fénelon en ouverte en 1849 avec 15 logements toujours proches de La renaissance.
L'incendie de l'usine à briquettes en 1865 colporte une légende qui est révélatrice de la vie religieuse du hameau.Le feu prend dans la nuit et se répand rapidement du fait de la présence de matières inflammables comme  le goudron, l'huile et le pétrole. L'incendie, très violent, ne parvient pas à être maîtrisé malgré les efforts des pompiers et menace les corons forts proches.Sœur Vincent enlève alors son scapulaire, l'attache autour d'une pierre et le fait jeter au beau milieu des flammes par un ouvrier. Aussitôt l'intensité du feu diminue et l'incendie est rapidement maîtrisé.Au moment du déblaiement, on retrouva le scapulaire qui serait demeuré intact au milieu des décombres.Vénéré comme une relique, la population fait usage de ce fameux scapulaire qui sert à guérir ou aide à bien mourir.
Une chapelle est construite en 1866 avec des vitraux de Henri Elvadre, peintre-verrier
Une confirmation y est célébrée le 5 juin 1866 par René-François Régnier; archevêque de Cambrai. La veille il pleut, « le ciel voulut contrarier tous les projets on se coucha triste inquiet mais non découragé. La sœur Vincent; n avait elle; pas pour ces grandes circonstances des prières d' à propos. La confiance ne fut pas trompée. A minuit de vigilantes sentinelles crient au beau temps. Et dès deux heures du matin les travailleurs sont sur pied. La rue est desséchée à coups de pelle et de seau,des arcs de triomphe s'élèvent des trophées, d'arcs et de flèches, des galeries de tableaux, des tentures, des guirlandes, des drapeaux, des bouquets etc décorent l'extérieur des habitations, c'est fête partout. A huit heures tout était prêt on n avait plus qu à s agenouiller pour recevoir la bénédiction de Monseigneur »
Pour la construction des corons, la justification du nombre de logements par rapport au nombre d'ouvriers est faite de la manière suivante. Selon les dires de M. Émile Vuillemin : « Nous craignons la pénurie d'ouvriers pour nos 2 puits actuels dont l'extraction est de 80 000hl. Mais la demande étant plus importante, il faudrait dépasser ce chiffre, donc forcer l'extraction, ouvrir de nouveaux travaux, d'où personnel nécessaire, mais qu'on ne peut amener faute de logement pour eus et leur famille. Quinze logements seraient nécessaires, ce qui ferait environ 60 ouvriers car chaque famille logerait un certain nombre d'ouvriers célibataires, comme cela se pratique habituellement". » Ces ouvriers célibataires sonat appelées Les logeurs.
Pour développer la production, il faut relier le site à la gare de Somain.Un décret du 18 février 1850 autorise l’expropriation des propriétaires pour la construction de voies ferrées par Compagnie des chemins de fer du Nord. Les ventes de ces terrains sont enregistrées en avril et mai 1854.
Les commerces sont à Aniche ou Somain mais en 1883 le premier commerce est ouvert par François Bourdeaud'hui; jeune marié à Marie Ledent; et blessé par un tir de dynamite qui lui causa la perte d'un œil. Les accidents du travail étaient toujours considérés comme une maladresse, ne pouvant plus aller au fond, il demanda à l’ingénieur M. Paul Lemay, l'autorisation d'ouvrir boutique.

## Première usine en 1851
La gare de Somain est mise en service le 1er avril 1846 par la Compagnie du chemin de fer du Nord, lorsqu'elle ouvre la section d'Arras à la frontière de sa ligne de Paris à Lille et à la frontière belge. Elle permet le développement industriel de la zone.
La famille Dehaynin étaient les principaux producteurs d'agglomérés de houille. Elle possédait en 1860 deux usines en Belgique à Gosselies et Marcinelle ou elle produisait 175 000 t sur les 500 000 t produites en Belgique et 700 000 t en France.Une première usine est ouverte à La Renaissance par les frères Dehaynin,,
Célanie Bouilly est remarquée par la presse pour la naissance de triplets en parfaite santé, un garçon et deux filles, le 6 décembre 1867.

## Usine de la société des frères Dehaynin (1872-1902)
La compagnie des mines d'Aniche disposait en 1872 d'un stock de poussier (charbon en poussières) et devait faire face à une demande grandissante de charbon agglomérés sous forme de boulets ou de briquettes pour le besoin naissant des machines à vapeur, des locomotives à vapeur et de la marine.
La compagnie des mines d'Aniche  conclu donc pour 10 ans un marché avec Camille et Albert Dehaynin, industriels pour leur vendre ses fines de charbon permettant l'installation d'Usine à boulets agglomérés. En mai 1872 3 parcelles sont achetées pour 1 ha 23a 70ca à Mrs Louis Colle, Antoine-Joseph Fourment et Charles-François Boumanne.
Les frères Dehaynin, à la suite des hausses des prix du coke, ferment leur site de Marchiennes en avril 1873 et celui Erquelinnes en mai 1873
La construction à La Renaissance s’achève et en juin 1876 la fabrique est visitée par le congrès de la Société de l'industrie minérale qui s'est tenu à Douai , le congrès se déplacera également aux verreries d'Aniche.
La fabrique est très fonctionnelle avec 16 ouvriers, 200 tonnes par jour d'agglomérés de charbon sont produits en lavant une bonne partie de la houille employée.
« Les charbon traités sont généralement en provenance de la compagnie des mines d'Aniche, ce sont des houilles séches, renfermant 13 à 14 % de matière volatiles, donnant peu de fumée et très appréciées pour le chauffage de chaudières à vapeur. La plus grande partie à besoin d'être lavé pour arriver à la teneur en cendres voulue par le concessionnaire »
Le charbon est amené par wagons soit par la Ligne Somain - Douai (Sud) ou Ligne Somain - Douai (Nord)  Il est versé en trémie, une noria l’élève vers un criblage composé d'un jeu de trommels. Le fin n'est pas lavé; le moyen passe au lavoir Bérard en deux minutes. Les rejets de lavage retournent aux bassins d'alimentation ou partent au Cavin.
L'essorage du charbon ne  se fait pas par une mise en tas mais par un essorage mécanique par un sécheur Hanrez qui tourne à 300 tours par minute. Le charbon mouillé entre par le dessus, plaqué sur la paroi une vis contraint le charbon à descendre pour une sortie vers le bas en une minute. À sa sortie il est ajouté les fines et malaxé dans une machine Carr qui tourne à 250 tr/min. Du bray (houille grasse) qui sert de matière agglomérante est également ajouté. Le mélange ainsi obtenu est chauffé pour aller à la compression dans la machine de M. Max Evrard.
La fabrique comporte deux lavoirs Bérard, deux sécheurs Hanrez, un broyeur Carr, un compresseur Bourriez, quatre silo stockent 1 000 t pour le pulvérulent 0-1, seize tours pour 1 500 t de fines 1-6 et 6-10, les grains sont emmagasinés dans 10 tours de 500 t. Le lavoir et les appareils de mélange sont actionnés par une machine de 450cv à vapeur à condensation de George Henry Corliss. La vapeur est produite par 14 générateurs à houilles de 90 m2 de surface de chauffe.
Devant l'extension de la grève des mineurs d'Anzin en avril 1884, une batterie du 15e régiment d'artillerie est envoyé à Somain
La Catastrophe d'Aniche de 1900 par suite d'une explosion de Dynamitière au fond de la fosse Fénelon fait sept morts dans le hameau

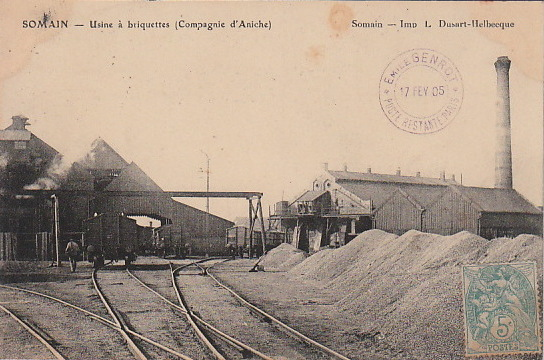
usine à Briquettes 1905
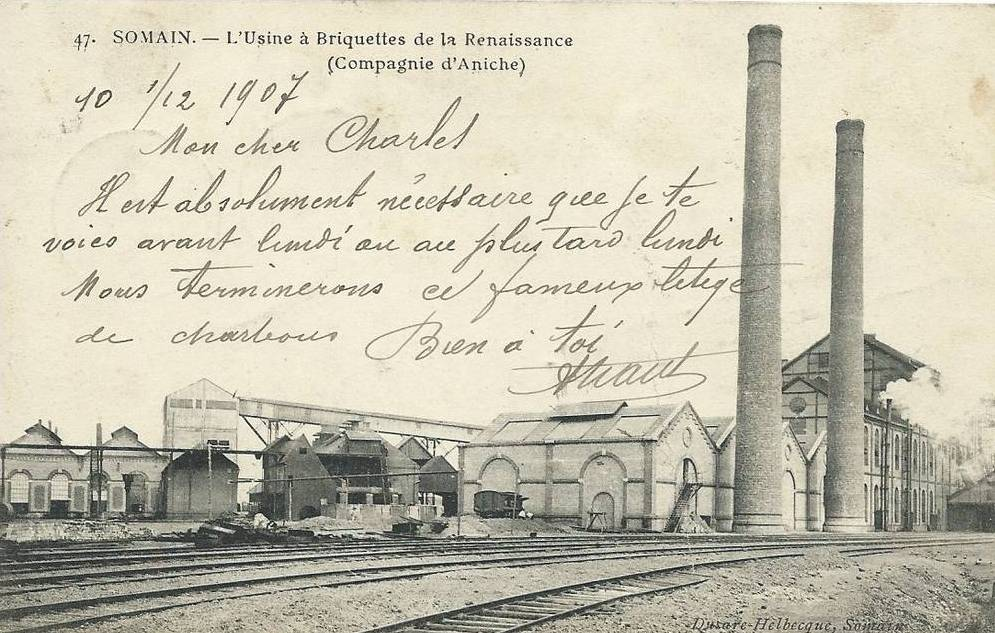
usine à Briquettes 1907
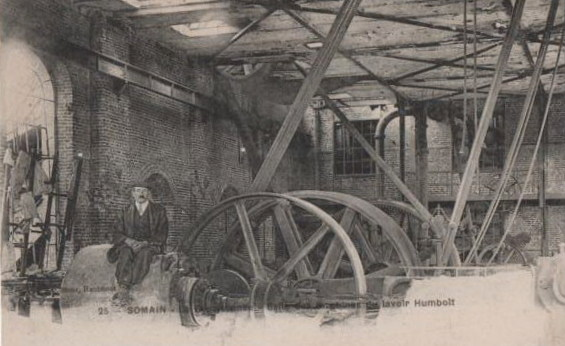
lavoir Humbolt
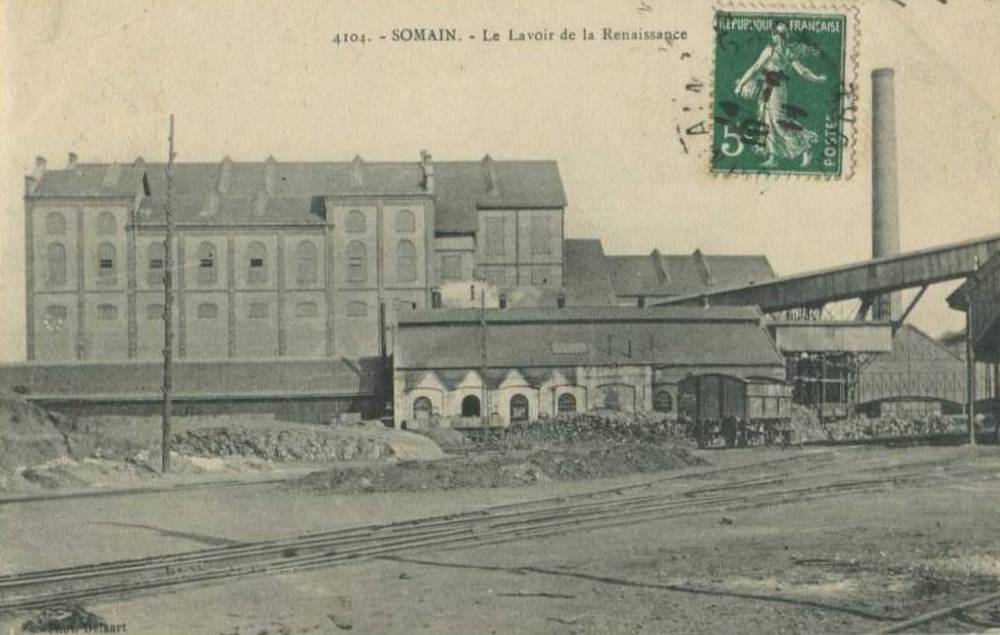
Somain lavoir de la renaissance
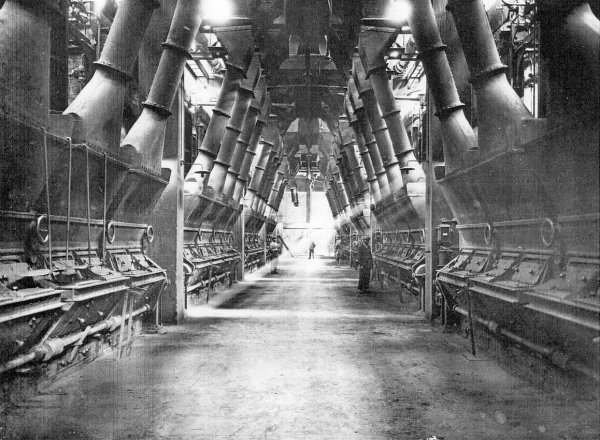
Usine renaissance - chaufferies
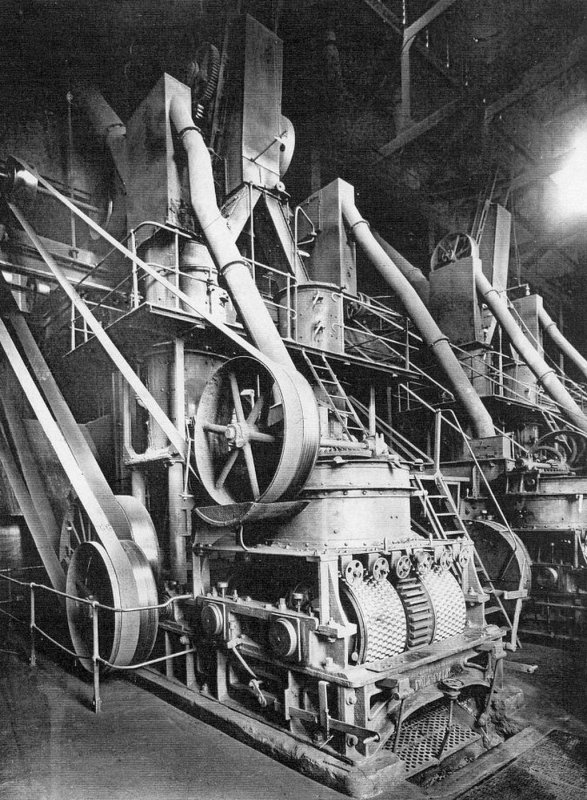
Usine de lavage et d'agglomération de Somain - 1926- Presse à boulets détail
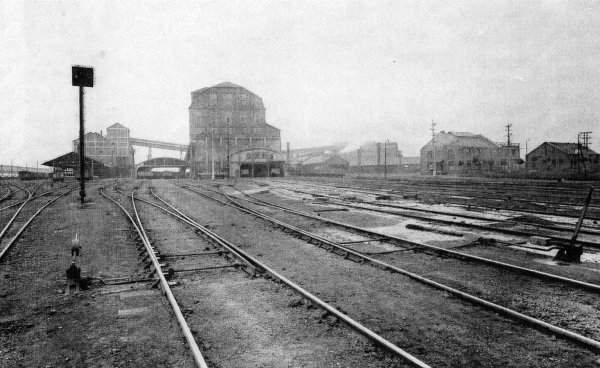
Usine à boulets en 1926
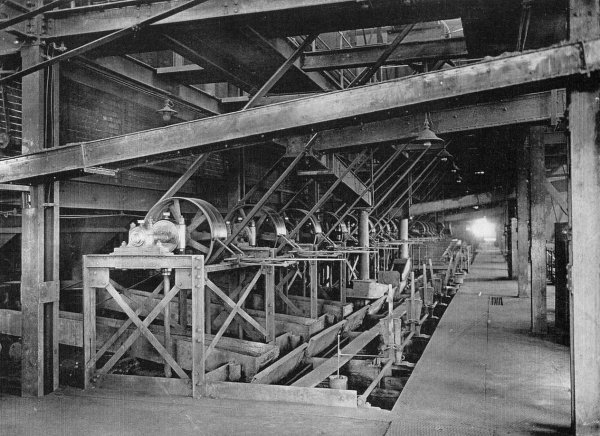
Usine de lavage et d'agglomération de Somain 1926
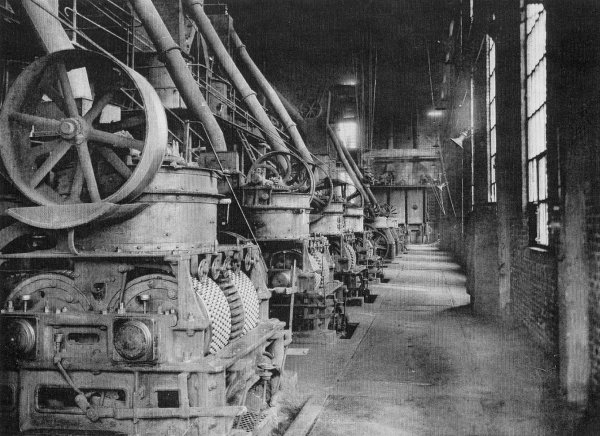
Usine de lavage et d'agglomération de Somain - 1926- Presse à boulets
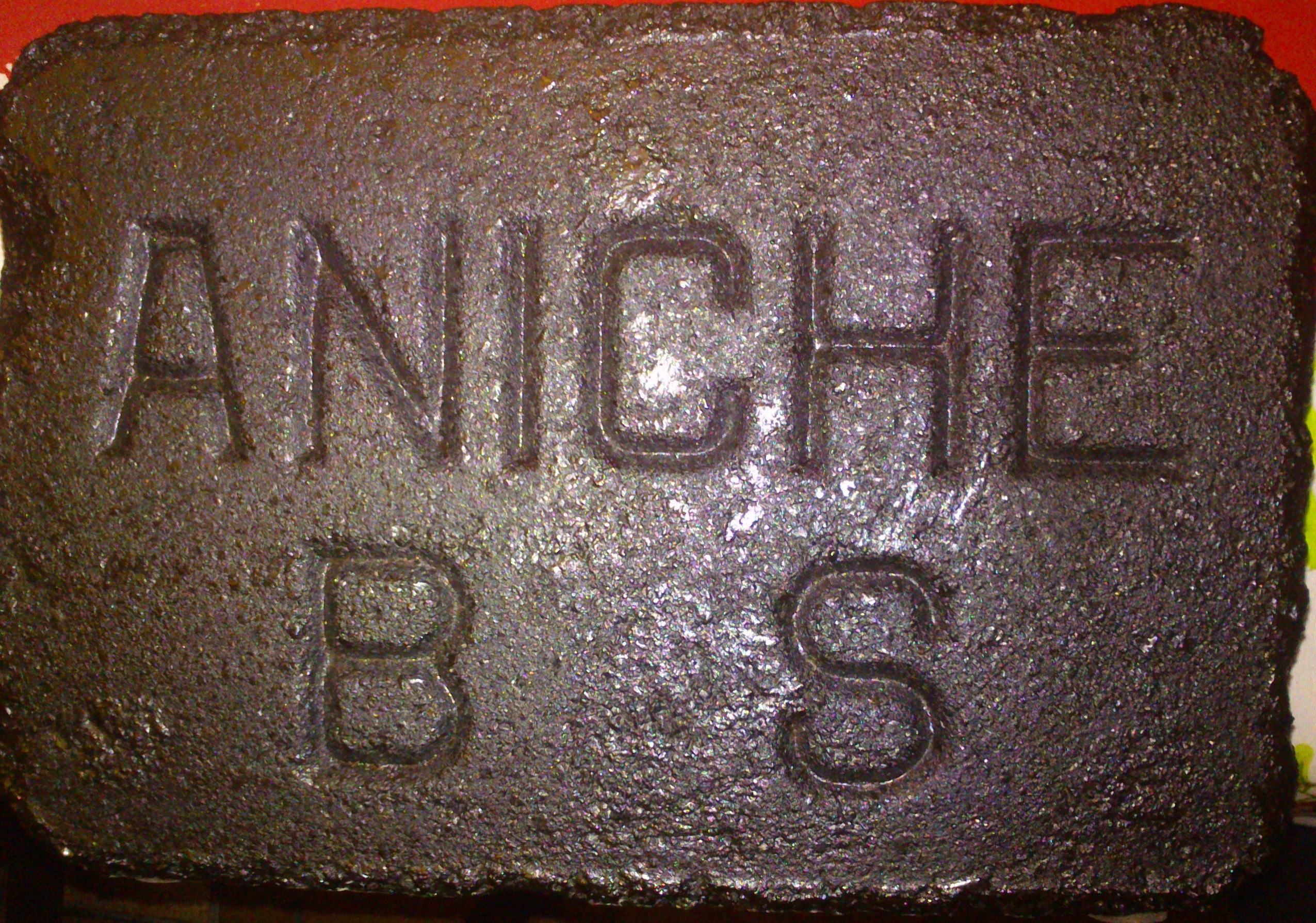
Briquette Aniche BS (Briqueterie Somain)

## Usine à Briquettes
La Compagnie des mines d'Aniche rachète le site. le 1er mai 1902. La Compagnie des mines d'Aniche  fabrique des briquettes de charbon. La fabrication se fait avec le même procédé que décrit précédemment. Elles font 10 kg en pavé. Ces briquettes étaient fabriquées pour alimenter les foyers de la marine et des locomotives à vapeur. La face des briquettes avait un marquage Aniche BS pour Aniche Briqueteries de Somain.
Les conditions de travail très dures déclenchent en ce début XXe siècle de nombreuses grèves .
Le 26 avril 1906 Somain et Aniche sont en grève est une légère reprise du travail est constatée
Une grève est déclenchée en mars 1912 « Douai, 21 mars. Dépêche particulière du « Matin ». La grève des mineurs s'étend dans le bassin du Nord. Elle a éclaté ce matin à la Compagnie des mines d'Aniche. A la fosse de Sessevalle, à Somain, on compte 990 chômeurs sur 1.470 mineurs à la fosse Saint-Louis, le chômage est presque complet. A Aniche, on compte, à la fosse Fénelon, 260 chômeurs sur 271 mineurs à la fosse l'Archevêque, 196 chômeurs sur 465 aux fosses Vuillemin et Sainte-Marie, les descentes sont normales »
Pendant la Première Guerre mondiale Somain est particulièrement bombardée par les Anglais pour ses voies ferrées ; le 16 mai 1915 puis  les 4 et 5 septembre 1917 douze bombes atteignent le nœud ferroviaire et six la gare de triage et un nouveau bombardement a lieu le 23 aout 1918 ou dix neuf tonnes de bombes sont larguées sur différents nœuds ferroviaire dont Somain Les allemands passent 15 jours à détruire le lavoir, après la guerre il doit être complètement rasé pour la reconstruction
Les usines de la Renaissance possédaient une harmonie assez brillante qui remporte le prix d'excellence au concours de musique d'Aulnay-sous-Bois le 12 juillet 1931.
Avec le déclin des machines à vapeur et l’électrification des chemins de fer la consommation des briquettes va baisser et entrainer la fermeture du site.

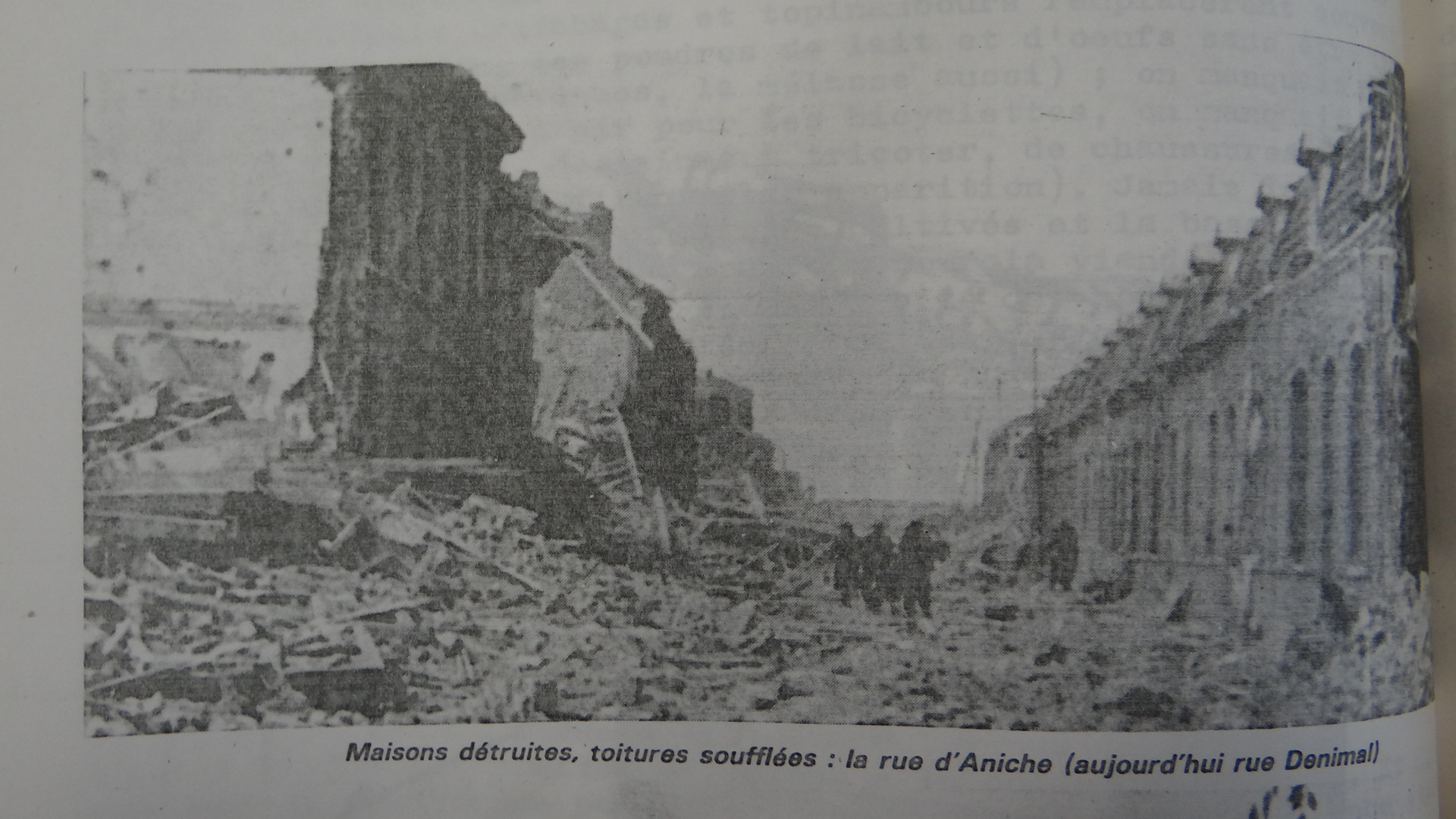
Somain - Hameau de la renaissance 1
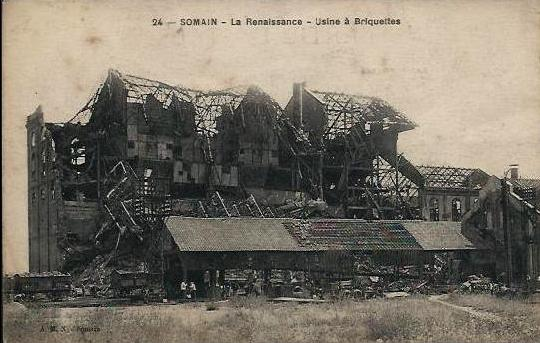
Somain lavoir détruit 4
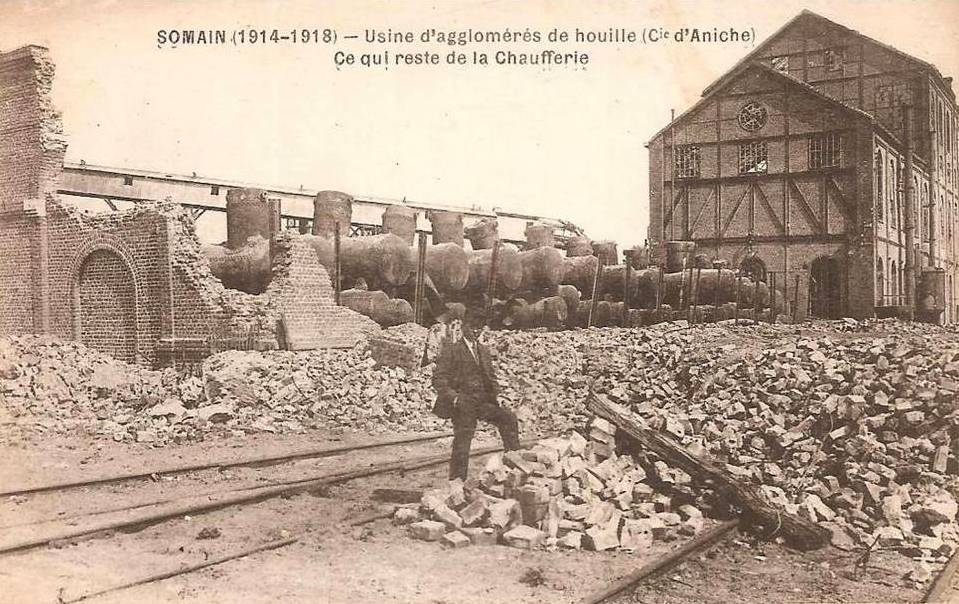
Somain usine à Briquettes 6
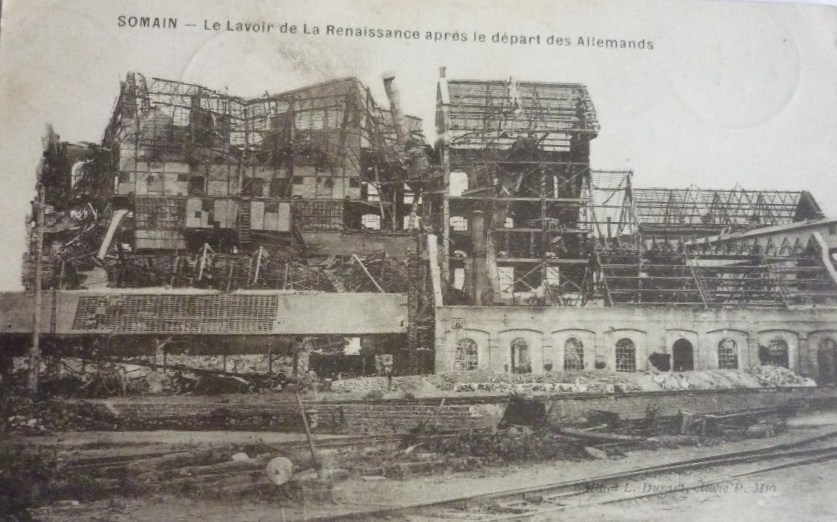
Somain lavoir détruit 7
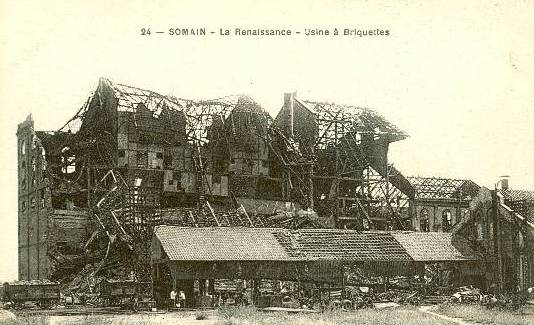
Somain usine à Briquettes 8

## 38 victimes (minima) de catastrophes
Les 20 et 21 avril 1847 à la Fosse Saint-Louis des mines d'Aniche deux mineurs sont tués par suite d'éboulement, François Hypolite Vilette (10 ans et 10 mois) ; François Gouy (18 ans), six sont saufs
Les 3 fosses  communicantes Fosse Fénelon, Fosse La Renaissance et Fosse Saint-Louis des mines d'Aniche sont peu grisouteuses mais nombreux sont les mineurs tués d'accident du travail ainsi Gilles Pierrot meurt le 22 mai 1849 à Saint-Louis suivi de 1863 à 1870 de 12 mineurs dans les accidents mortels de la  fosse Saint-Louis en avril et aout 1863 puis de mars et juillet 1864 . En décembre 1864 c'est à la Fosse Fénelon.A la fosse Saint-Louis c'est Jean-Baptiste Alruth, 45 ans, qui est pris entre 2 tampons de wagons le 6 décembre 1864. Quatre accidents mortels se succèdent à fosse Saint-Louis un mort en janvier 1865, le 28 juin 1865 Ségard est tué et Delannoy blessé. Un bloc se détache en janvier 1867; un tué, un mort en aout 1870. Fosse Fénelon un mort en juillet 1870. Les rapports d'accidents constatent tous  la négligence ou l’imprudence de l'ouvrier jusqu'en 1898 où la loi rend obligatoire la reconnaissance de responsabilité par la Compagnie dans tous les cas.
Les cheminots somainois sont aussi très exposés aux risques ainsi sur la Ligne de Busigny à Somain le 4 décembre 1907 à deux cents mètres de la gare de Bertry arrive le train 4804 composé de 39 wagons chargés de 650 tonnes de houille. La locomotive explose tuant son chauffeur, Désiré Jean-Baptiste Petit, 27 ans et son mécanicien Joseph Loucheux, 54 ans, tous deux de Somain. La catastrophe se produit tout à côté d'habitations et de l'usine électrique

## Grapperies Lesur
Les grapperies Lesur exploitent des serres chauffées au flou, (boues de lavage) pris dans le Cavin. Elles produisent des grappes de Chasselas, tomates et fraises. Après la reconstruction de l'usine et des serres à la suite de la Première Guerre mondiale, la pollution par poussière est très importante même à l'intérieur des serres entrainant leur déplacement sur Valenciennes.

## Zone d'activités de la Renaissance
« Créée en 1975, la zone d'activités "La Renaissance" est implantée au sud de la commune de Somain, au pied de l'échangeur autoroutier. D'une superficie de 90 hectares, elle offre aux 41 entreprises et 1000 salariés déjà présents la proximité de toutes les commodités en centre ville: restauration, commerces, équipements sportifs, mairie...

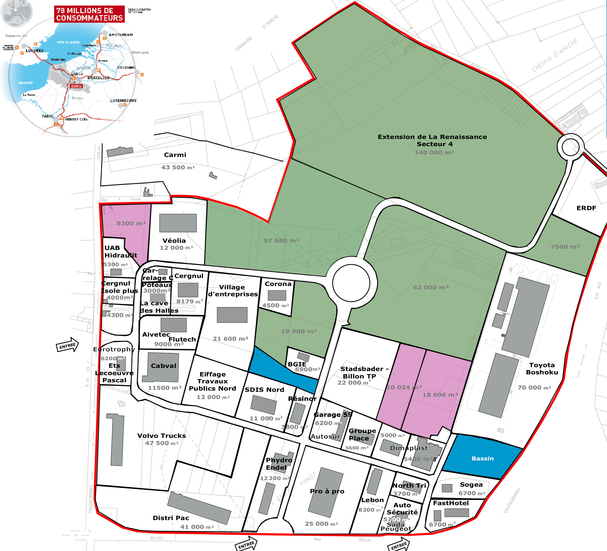
Somain - ZA de La Renaissance

Résolument tourné vers l'avenir, Cœur d'Ostrevent modernise l'ensemble de ses équipements et se dote de nouvelles infrastructures comme la fibre optique pour répondre aux exigences des nouveaux utilisateurs. Cette zone d'activités bénéficie de la desserte immédiate de l'échangeur n°28 de Somain. »
Toyota Boshoku Somain est installé dans la zone : voir en ligne:

## Cœur d'Europe (Projet)

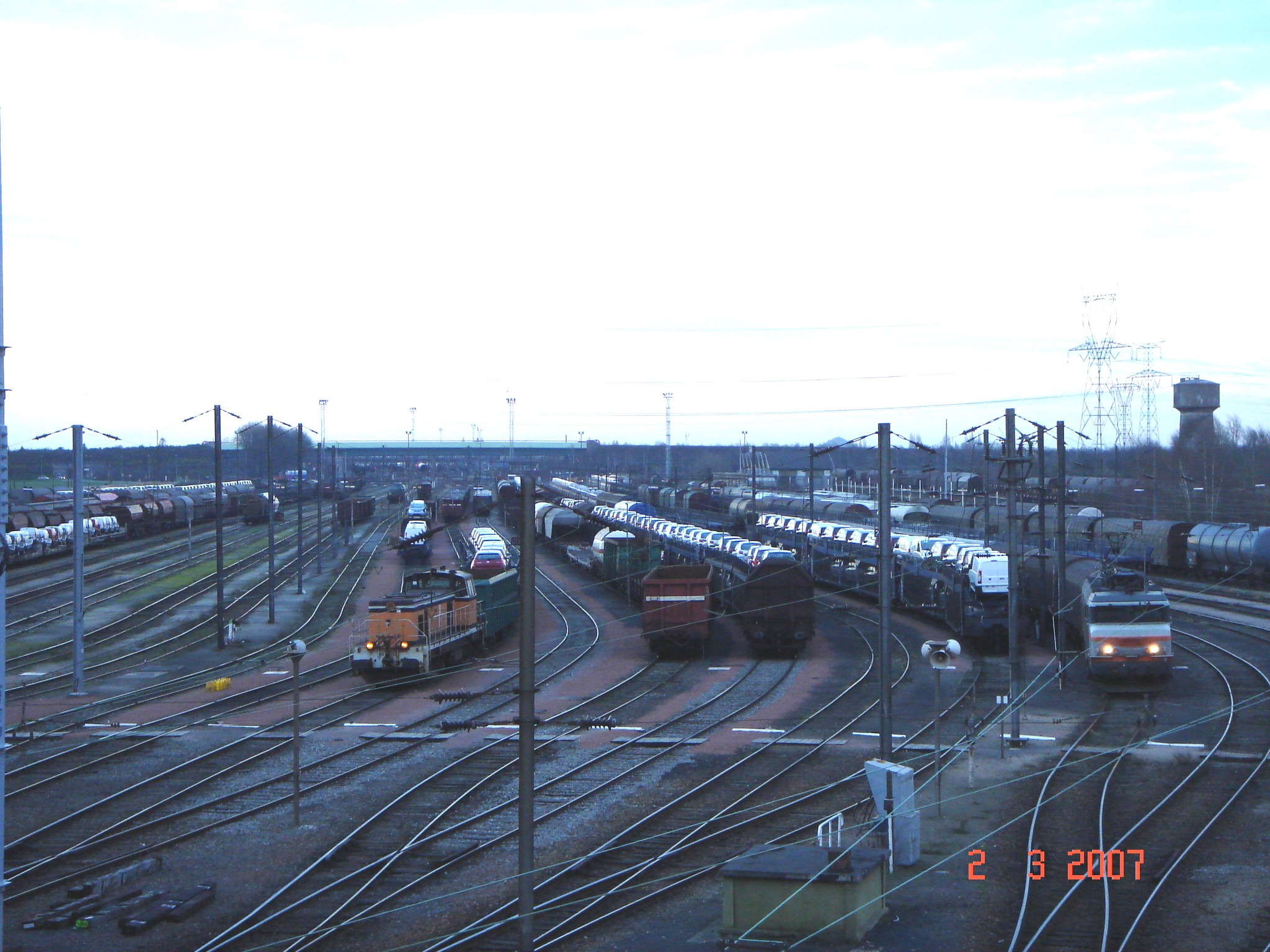
Somain gare de Triage

- (50° 21′ 04,76″ N, 3° 16′ 12,55″ E) Situation Satellite Google Maps
- 2005 la CCED décide d'intensifier l'activité économique autour de la ZA de la Renaissance.Le site retenu a été circonscrit autour de la gare de triage de Somain et de la ZA de la Renaissance.
- Dans une zone au maillage dense d'autoroutes A21,A1,A2,A23,A26 le projet d'extension porte sur une zone de 65 hectares une plate-forme logistique bi-modal Rail route avec 7 bâtiments offriront 250 000 m2 de stockage dont 123 000 m2 directement reliés au rail[28]

### le Calendrier
- 2007 : en juin, dépôt du permis de construire.
- 2008 : premier semestre début des travaux.
- 2010 : aucune construction en cours.
- 2015 : toujours en attente

### Les chiffres
- Investissement 150 m€ en fonds privés
- Emplois 700 directs 300 indirects

### La relance
La gare de triage de Somain est la seule au nord de Paris et assume une baisse constante des effectifs cheminots du fait de la baisse du trafic ferroviaire (1300 wagons/jours en 2000). Le syndicat ferroviaire CGT relance en 2013 le projet, les acteurs locaux relancent le projet 

## Cité scolaire Catholique
À la rentrée 2017 trois établissements scolaires Saint-Joseph d'Aniche, Sainte-Anne de Somain et Saint-Odile d' Abscon vont fusionner et s'installer dans la zone de la renaissance